# Jacques-Nicolas-René Gastineau
Jacques-Nicolas-René Gastineau, né en 1735, mort le 4 mars 1794 à Angers, était un magistrat français du XVIIIe siècle, docteur agrégé des facultés de droit de l'Université d'Angers, il fut guillotiné à Angers durant la Révolution française.

## Biographie
Fils de Jacques Gastineau, ancien docteur agrégé en la faculté de droit d'Angers, et de Renée Angélique Briand.
René Gastineau épouse en 1763 Françoise-Renée Sizé , sœur d'Anne-Francoise Sizé, femme du maire d'Angers Bucher de Chauvigné.
En 1759, Il fut avocat au présidial d'Angers, professeur en droit civil et canonique, avocat aux sièges royaux, procureur du roi en la maîtrise des eaux et forêts d'Angers en 1763.
Il fut élu le 13 avril 1763, membre de l'Académie royale des sciences et belles lettres et arts d'Angers, en devint chancelier, puis directeur de 1777 à 1780,. En cette qualité, il prononça l'éloge du roi aux séances de rentrée de 1778 et 1779 et plusieurs « discours de circonstances ».
Il porta la parole au nom du Tiers état dans la séance de l'ordre de la noblesse du 19 mars 1789. En 1790, il s'éleva contre « l'irréligion » de la jeunesse, et eut le courage de protester par écrit contre une adresse à l'Assemblée nationale, présentée par Louis-Marie de La Révellière-Lépeaux, prétendument mandaté par les étudiants et professeurs de la faculté qui réclamaient l'abolition du latin,,. 
En 1792, dans une lettre aux administrateurs du département de Maine-et-Loire, il fait part de son invention, d'un procédé pour obtenir économiquement de l'huile, pour la consommation et l'éclairage, à base de marc de pépins de pommes et de poires.

### Arrestation et condamnation
En 1793, il fut le seul des quatre agrégés à refuser de prêter le serment civique, il est incarcéré dans son château de l'Oncheraie, où il vivait retiré. 
Pendant la guerre de Vendée, il est accusé ainsi que son ami et voisin Hercule de la Grandière, d'avoir favorisé les troubles dans la commune de La Jaille-Yvon où les habitants refusèrent de subir le recrutement et s'insurgèrent le 12 mars 1793, mais furent mis en déroute par les « patriotes », plusieurs de leurs domestiques auraient participé à cette révolte. 
Tous deux furent arrêtés et conduits à la prison du château d'Angers. À l'approche des vendéens en juin 1793, ils furent transférés à Château-Gontier , à Sablé,  au Mans et enfin à Bonnétable où ils furent « abandonnés par leur conducteurs », voulant prouver leur bonne foi, ils y étaient restés, et s'étaient mis à la disposition de la municipalité de cette ville.  
Mais René Gastineau est dénoncé par les « Républicains, officiers municipaux de La Jaille-Yvon », qui l'accusent d'avoir hébergé des prêtres réfractaires ; « y disant tous les jours la messe, contre toutes défenses portées par la loi... dans la chapelle de Gastineau, qui était remplie d'aristocrates», « et que depuis le commencement de la révolution que Gastineau après avoir refusé le serment à Angers, sa maison n'a pas cessé, jusqu'au moment de son arrestation, d'être remplies de gens suspects et malintentionnés soit en prêtres réfractaires, nobles et autres aussi dangereux », qu'un prêtre en posant sur la table deux pistolets aurait déclaré; « Voila la manière dont agissent les bons prêtres », et que l'on aurait utilisé sa maison pour fabriquer des cartouches. 

Retransféré à la prison d'Angers, Gastineau déclare qu'il n'a rien à se reprocher, et se défend courageusement, mais il fut condamné à mort, ainsi que Hercule de la Grandière, par la Commission militaire, et guillotiné le même jour sur la place du Ralliement à Angers, le 14 ventôse, an II.
Le curé Gruget raconte ainsi ses derniers moments ; « Arrivé sur l'échafaud, il considéra l'instrument fatal, vous allez me manquer, dit-il au bourreau d'un ton ferme.... il disait vrai, on le manqua en effet, et le bourreau fut obligé de s'y prendre à deux fois, ainsi finit M.Gastineau, regretté de tous les honnêtes gens »,

## Sources
- André Joubert (1848-1891), La Chatellenie de la Jaille-Yvon et ses seigneurs d'après les documents inédits (1052-1789), 1885. Paysages et croquis / André Joubert, 1867, Angers, imprimerie Germain et G. Grassin[7],[9].

- Célestin Port (ill. Pierre Vidal), Dictionnaire historique, géographique et biographique de Maine-et-Loire, 1978 (1re éd. 1876)
- Archives départementales de Maine-et-Loire.
- Histoire de la famille Sizé, Mayenne, sur odile-halbert.com